# Montereina aurila
Montereina aurila is een slakkensoort uit de familie van de Discodorididae. De wetenschappelijke naam van de soort is voor het eerst geldig gepubliceerd in 1967 door Marcus & Marcus.